# 青年黑格尔派

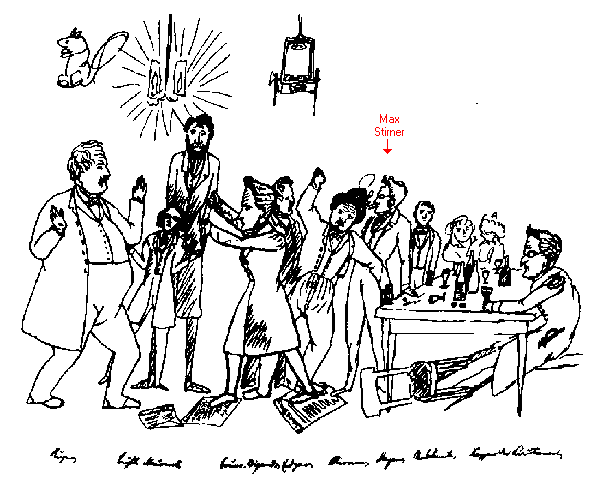
黑格尔左派成员（恩格斯画的讽刺画）

青年黑格尔派（德语：Junghegelianer）又称黑格尔左派（德语：Linkshegelianer）是指1831年黑格尔死后十年左右的一群普鲁士知识分子。知名成员有：布鲁诺·鲍威尔、大卫·斯特劳斯、麦克斯·施蒂纳、费尔巴哈等。马克思与恩格斯也曾参加过该派的有关活动。老黑格尔派哲学家卡尔·罗森克兰茨把他们称为“骑士”，直面系统中的未知与矛盾。卡尔·洛维特认为青年黑格尔派从根本上对现实反感且追求改变世界并着眼于未来。（与老黑格尔派对过去的思考相反）

## 左翼与右翼黑格尔派
1831年黑格尔去世后，德国哲学家大致可分为在政治上和宗教上激进的“左派”或“青年”黑格尔派和较为保守的“右派”或“老年黑格尔派。右派黑格尔派相信历史的辩证法已经走到了尽头——黑格尔的《精神现象学》在它的结尾的时候表达出了历史的顶峰。在这里，黑格尔的意思是理性和自由已经达到了最大限度，因为它们已经体现在现有的普鲁士国家中。但是，在这个时候，黑格尔的主张可被视为是悖论。普鲁士确实提供了广泛的公民和社会服务、良好的大学教育，高就业率和一定程度上的工业化，但与法国和英国更为自由的君主立宪制相比，普鲁士乃至整个德国都是相当保守且落后的
青年黑格尔派既借鉴了黑格尔对理性和自由（作为历史的指导力量）的崇敬，也借鉴了他关于“精神”克服了一切反对理性和自由之物的思想。他们想克服当时德国的宗教教条和政治威权主义。
重要的是要注意，“两个黑格尔派”并不像“右派”和“左派”的标签那样统一或自觉。例如，“右派黑格尔主义者”这个词从未被后来被归为该词的人，即黑格尔在弗雷德里克威廉大学（现柏林洪堡大学）的直接继任者所使用过（这个词最初是由大卫•施特劳斯用来描述布鲁诺——他实际上是一个典型的“左派”，或者青年黑格尔派。）